# Hans Volkmann (Politiker)
Hans Volkmann (* 1. August 1893 in Merseburg; † 27. September 1957 in Erfurt; eigentlich Johannes Volkmann) war ein deutscher Politiker (KPD). Von 1930 bis 1932 war er Abgeordneter des Reichstages der Weimarer Republik.

## Leben und Wirken
Volkmann kam als Sohn eines Buchbinders und Kunstmalers in Merseburg zur Welt, wo er die Volksschule besuchte. Anschließend absolvierte er eine Lehre als Bau- und Maschinenschlosser. 1908 wurde er Mitglied der sozialistischen Arbeiterjugend. Nach Abschluss seiner Ausbildung arbeitete er ständig als Schlosser in Großbetrieben. Aufgrund der Bedeutung seiner Arbeit in einem Schweißmaschinenbetrieb in Berlin-Schöneberg wurde er während des Ersten Weltkrieges nicht eingezogen.
1918 verlor Volkmann aus politischen Gründen seine Stelle als Schlosser in der Reichsbahn-Hauptwerkstatt Berlin-Tempelhof. Ab 1920 arbeitete er als Lokomotivführer für die Anhaltischen Kohlenwerke in Mücheln. Dort engagierte er sich als Betriebsrat und trat 1922 in die Kommunistische Partei Deutschlands (KPD) ein. 1924 wechselte er zum Leunawerk, wo er ebenfalls dem Betriebsrat angehörte und außerdem die KPD-Betriebszelle leitete. 1929 wurde er wegen seiner Kandidatur auf der Liste der Opposition bei der Betriebsratswahl im Leunawerk aus der Freien Gewerkschaft ausgeschlossen.
Bei der Reichstagswahl im September 1930 wurde Volkmann als Kandidat seiner Partei für den Wahlkreis 11 (Merseburg) in den 5. Reichstag gewählt, dem er bis Juli 1932 angehörte. Daneben war er Mitglied des Provinziallandtages der Provinz Sachsen. Mit Beginn der Diktatur des Nationalsozialismus wurde Volkmann im März 1933 verhaftet und befand sich bis Mai 1934 in „Schutzhaft“. 1937 verbrachte er weitere vier Wochen in Haft. Von 1937 bis 1945 war er bei einem Bauunternehmen angestellt.
Nach dem Zweiten Weltkrieg sorgte Volkmann für den Aufbau der OdF-Betreuungsstelle in Rudolstadt und im zugehörigen Landkreis. Er wirkte als hauptamtlicher Funktionär der Vereinigung der Verfolgten des Naziregimes (VVN) in Thüringen. Später arbeitete er für die Industrie- und Handelskammer des Kreises Rudolstadt. Er starb 1957 in Erfurt.